# Rue Jean-Pierre-Moustier
La rue Jean-Pierre-Moustier, appelée aussi rue Moustier, est une voie marseillaise.

## Situation et accès
Cette rue est située dans le quartier Noailles (1er arrondissement). Elle va de la rue de Rome à la rue d’Aubagne.

## Origine du nom
Elle honore Jean-Pierre Moustier, l'un des trois échevins (avec Jean-Baptiste Estelle, et Balthasar Dieudé) qui se sont distingués pendant la peste de 1720.

## Historique

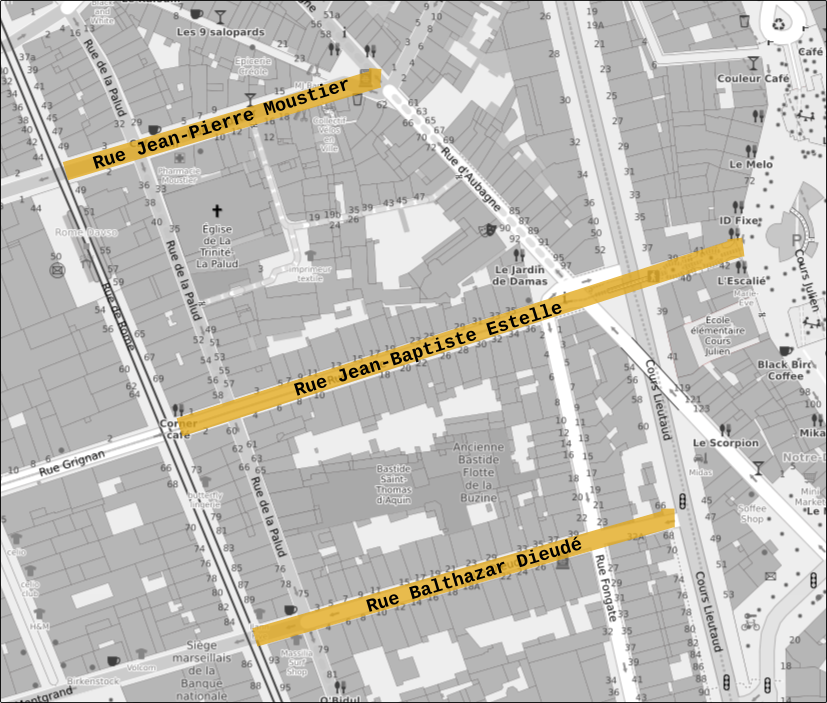
Situation des trois calades sur OpenSteetMap

En 1666 Louis XIV ordonne l’Agrandissement de Marseille, et les remparts du Moyen Âge sont détruits. 
En 1698 le Bureau de l’Agrandissement projette le percement de trois calades afin de desservir les nouveaux quartiers de la colline de Fongate. La rue Jean-Pierre-Moustier est la première des trois à être réalisée. D'abord simplement nommée « La Calade » elle devient « Petite Calade » ou « Première Calade » après la réalisation des deux autres.
Les nouveaux quartiers de la rue Paradis et de la rue de Rome planifiés par l'Agrandissement se développent selon un plan en échiquier. Les trois calades font partie de cet ensemble, et leurs tracés en prolongent les axes est-ouest. En 1694 le nouveau rempart est achevé, mais le percement des calades n’est réalisé que plus tardivement du fait d'un terrain accidenté en pente abrupte décourageant toute spéculation foncière.
Selon Augustin Fabre c’est seulement en 1730 que le conseil municipal approuve la demande faite par les propriétaires de la rue de Rome et par les Pères trinitaires de la Rédemption des Captifs concernant l'ouverture d'une rue facilitant l'accès à l'église de La Trinité.
Cette première calade constitue la limite nord du couvent des Trinitaires. Le couvent et l'église des Trinitaires devenus biens nationaux lors de la Révolution sont mis en vente en 1792 et démoli en 1794. Sur leur emplacement sont ensuite construits la nouvelle église de La Trinité-La Palud ainsi que les entrepôts du Domaine Ventre (du nom d'un négociant qui achète une partie des terrains à partir de 1828).
La rue prend sa dénomination actuelle en 1857.

## Bâtiments remarquables et lieux de mémoire
- Au no 8 de la rue une plaque commémorative rappelle le souvenir du docteur François Marcellin et du pharmacien Charles Lavire morts lors du bombardement du 27 mai 1944.
- Au niveau du no 14 de la rue se situe l'un des trois passages sous immeubles qui desservent le Domaine Ventre[3].
- Au no 24 est installé l'atelier du collectif Vélos en Ville, association de sensibilisation et de formation à la pratique du vélo en ville[5].

## La place du 5-novembre

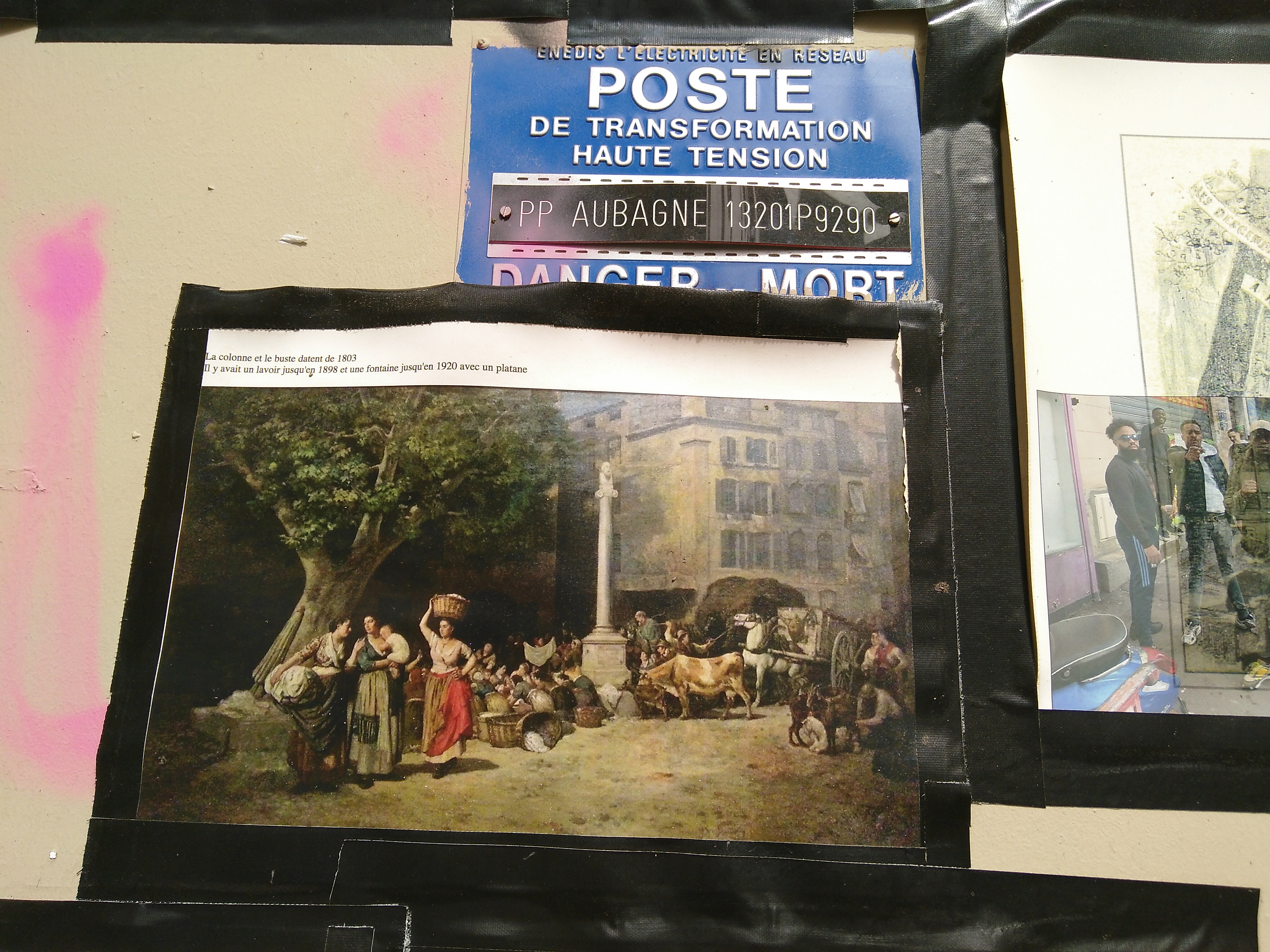
Image de la place au XIXe affichée in situ sur un poste électrique en 2020.

La rue s’élargit au sommet de la pente entre la rue de l’Arc et la rue d’Aubagne en une petite place triangulaire. En 1803 le préfet du département des Bouches-du-Rhône, Charles Delacroix, y fait ériger un monument dédié à Homère. Sur une colonne de granit d’ordre ionique provenant de l’atrium de l’abbaye Saint-Victor est posé un buste d’Homère, œuvre du sculpteur Étienne Dantoine. Le piédestal porte l'inscription « Les descendants des Phocéens à Homère ». 
Le pittoresque de cette place, dont la fontaine, le lavoir et le platane ont aujourd’hui disparu, est décrit par Horace Bertin en 1876 dans son ouvrage Marseille intime :
« Où trouver une fontaine d'un effet plus original ? Comment ne pas admirer ce vieux piédestal, avec sa plaque de marbre égratignée, écornée, fendillée, ce fût grisâtre et barbouillé de fumée, que surmonte le buste d'Homère, la tête du chantre d'Achille sur laquelle semble flotter une teinte de mélancolie ?... On s'oublie volontiers sous le feuillage du grand arbre, à regarder ce lavoir qui s'allonge au milieu d'un joyeux tumulte de lavandières en manches retroussées et où le matin surtout les battoirs et les dialogues font un tapage si endiablé… Toute la vie méridionale n'est-elle pas là, en raccourci, entre la petite fontaine de la rue d'Aubagne et l'ombre épaisse de son platane ? Assurément, l'Homère du sculpteur Dantoine, sans retrouver tout à fait autour de lui les Portes Scées ou le Simoïs, doit savoir quelque gré aux descendants des Phocéens de l'avoir placé sur le point le plus pittoresque et le plus franchement populaire de l'intérieur de la ville. »
Cette place, proche du lieu de l’effondrement de trois immeubles rue d'Aubagne le 5 novembre 2018, est rebaptisée en novembre 2019 « Place du 5-Novembre » par les collectifs d'habitants du quartier, lors d’une semaine d’hommage aux victimes du drame,. Le conseil municipal du 23 novembre 2020 approuve cette dénomination. Mais la place n’étant pas répertoriée au cadastre l'officialisation du vote municipal dépend de l'action de la Métropole. 
En novembre 2020 est publié le livre Marseille place du 5 novembre, « récit graphique » basé sur le texte de Serge Valletti, auteur de théâtre, scénariste et comédien marseillais, déclamé par des crieurs publics lors de la semaine d'hommage de 2019.